# Iouri Baryatinski
Youri Nikititch Baryatinsky (en russe : Юрий Никитич Барятинский) (1610-1685) est un commandant d'armée russe.  Commandant russe lors de la guerre russo-polonaise (1654-1667), il participe à la bataille de Chklow (1654) la prise de Smolensk. Il participe à la répression de la révolte de Stenka Razine.